# Hospitalité

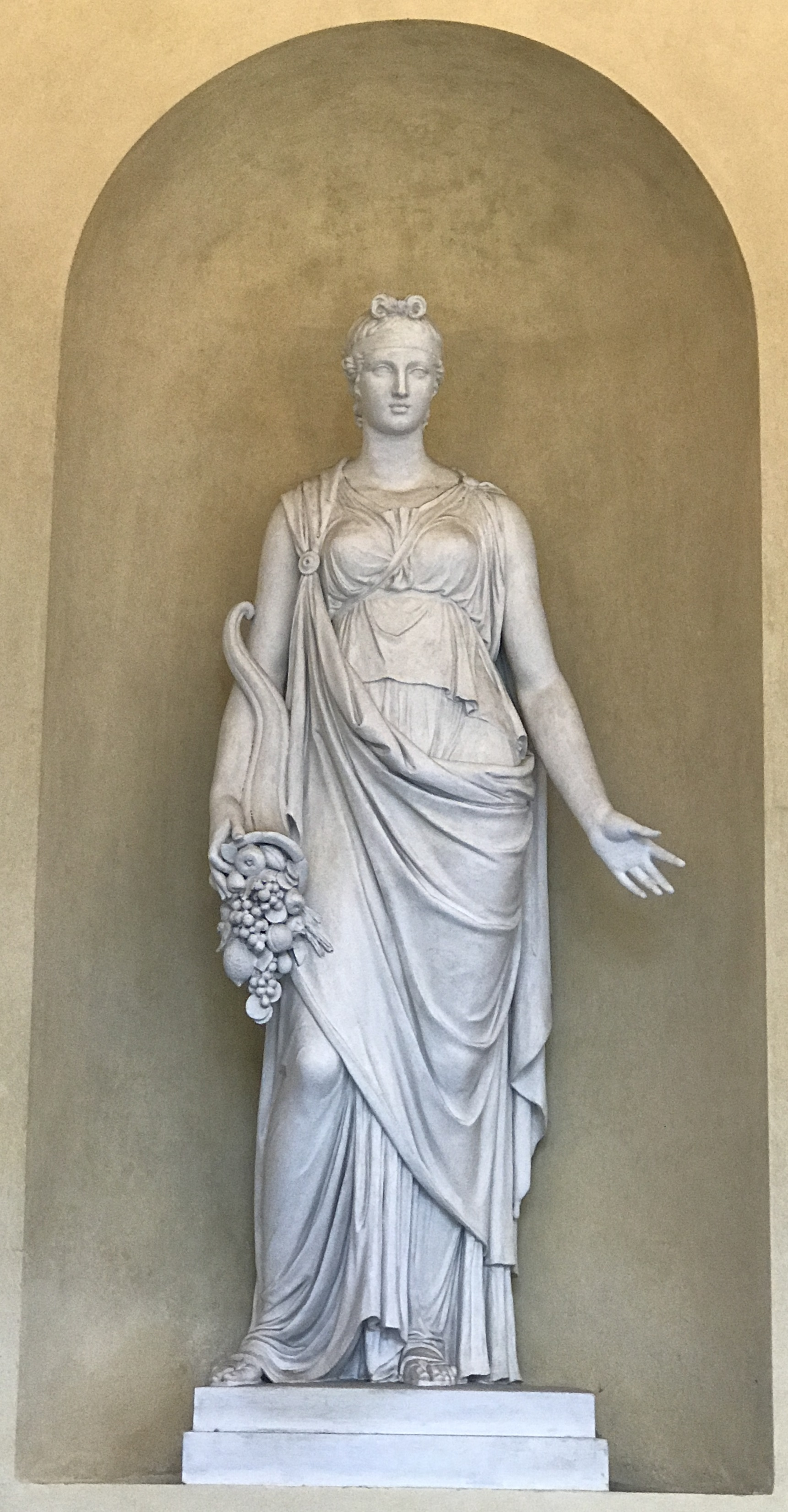
Allégorie de l'hospitalité, statue de la villa Brambilla, Castellanza, Italie.

Pour le film réalisé par Kōji Fukada sorti en 2010, voir Hospitalité (film, 2010).
L'hospitalité est un acte d'accueil pour les étrangers et les visiteurs. C'est une vertu dans certaines cultures.

## Histoire de la notion d'hospitalité

### Dans l'Antiquité
L'hospitalité acquiert une forme particulière dans le monde méditerranéen antique. Celle-ci a fait l'objet de nombreuses études depuis l'époque des Lumières.

#### Une dimension sacrée

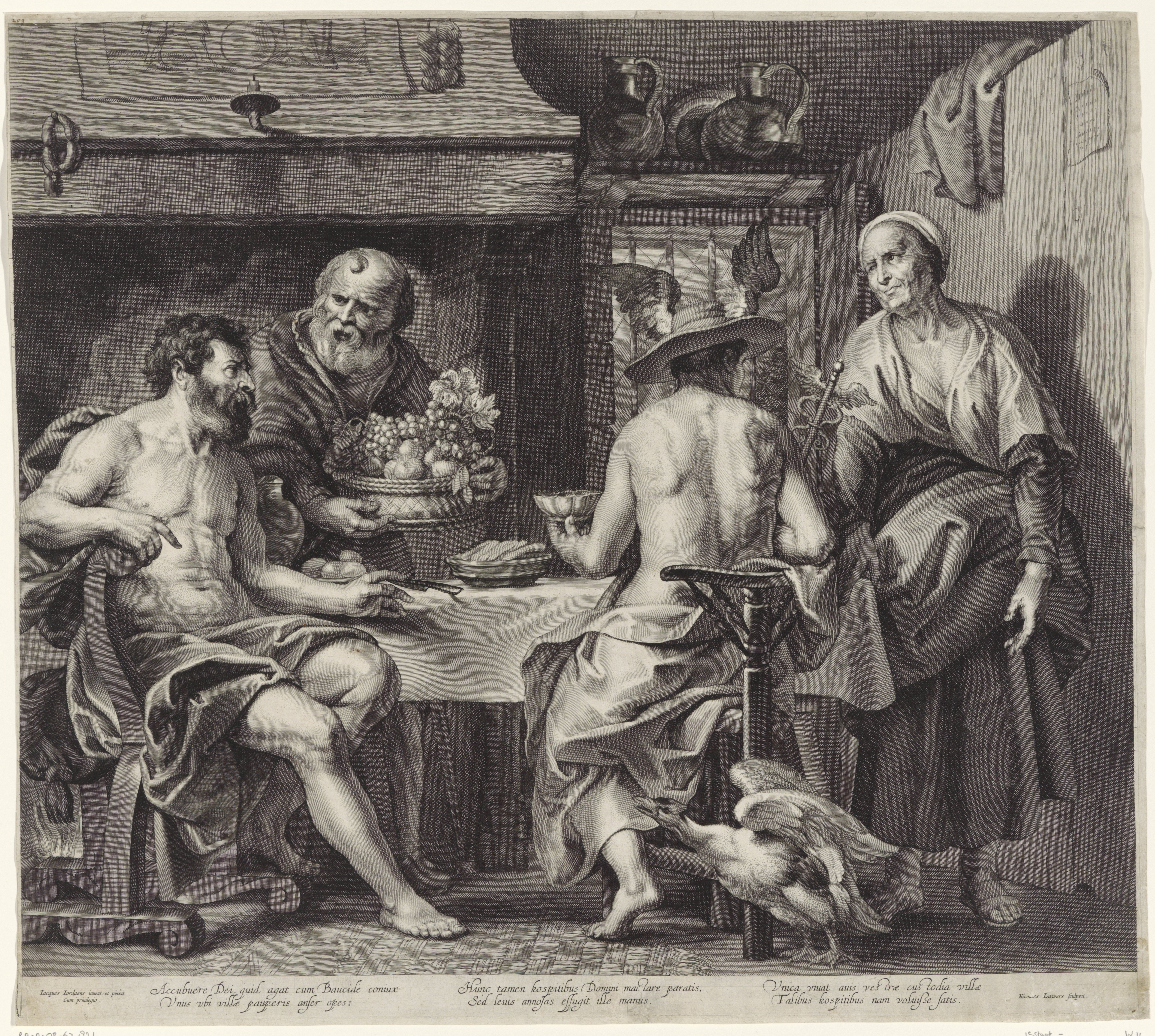
Zeus et Hermès dans la maison de Philémon et Baucis.

Dans la Grèce antique, l'hospitalité est un rite. Zeus, le chef des dieux, est celui qui envoie les invités dans tout le pays ; si l'hôte refuse l'étranger, ou l'accueille mal, c'est Zeus qu'il blasphème, et donc toutes les divinités. Il peut être puni, conformément aux règles établies dans la religion. L'épiclèse attachée à cette fonction de Zeus est Xenios (de ξενία xenía, le concept grec d'hospitalité). 
L'idée de l'hospitalité est très présente dans le texte homérique. Dans celui-ci l’accueil de l'étranger pouvait cacher l’accueil de l'envoyé d'un dieu. L'hospitalité antique s'appuie fortement sur la survivance de ce concept homérique de xenia. Durant l'Antiquité tardive, ces références néanmoins évoluent vers la théophanie de Zeus. 

#### Une diversité de cas
Le récit d'Apollonios montre la diversité des hospitalités dans le monde antique loin de l'image d’Épinal. Ce récit illustre aussi les nombreuses crises d'hospitalité et les refus. Ainsi, est considéré comme digne d'hospitalité l'égal social ou moral, celui qui est capable de rendre à l'hôte un bénéfice. De même, la disparité de langue peut être à l'origine d'un refus d'hospitalité puisqu'elle permet de participer à cette reconnaissance d'égalité. Ce défaut d'hospitalité peut aller jusqu'à la contre-hospitalité. Sparte était ainsi réputée pour refuser l'hospitalité, ce que le récit de Philostrate associe au culte d’Artémis Orthia. Si cette vision inclut des topoi  et une dimension rhétorique, elle s’appuie sur un stéréotype connu.  
Le monde juif était réputé pour son hospitalité. En effet, l’empereur Julien rappelle qu’« il serait honteux, quand les Juifs n’ont pas un mendiant, quand les impies Galiléens, avec les leurs, nourrissent encore les nôtres, qu’on voie les nôtres manquer des secours que nous devons » (Julien, Lettre 84, 10-18.). L'archéologie appuie cette vision puisque l’accueil des nécessiteux était organisé par les synagogues. 
Le monde chrétien naissant va faire référence à cette hospitalité. Ainsi, la Vie et Miracle de Sainte Thècle rappelle que l'hospitalité est réciproque selon le principe de l'isonomie. L'hospitalité chrétienne s'appuie sur l’hospitalité vétérotestamentaire d’Abraham (Gn 18) et néotestamentaire de Pierre « Exercez l’hospitalité » (I Pierre 4, 9). Ainsi, les textes anciens appellent à une hospitalité inconditionnelle tandis qu'au même moment, « l’accueil de l’Autre est de plus en plus codifié, réglementé et assigné à des structures idoines ». La question s'est en particulier posée dans l’accueil auprès des premières communautés monastiques. Ainsi, « les dispositions normatives concernant l’hospitalité reflètent le double enjeu des règles monastiques, à savoir contrôler les vies des membres de la communauté et préserver une vie contemplative au monastère ».

#### Vecteur de régulation sociale
L'hospitalité antique répond à des règles. En Mésopotamie, elle inclut un rituel correspondant à un échange de propos convenus, une consommation commune accompagnée d'un toast.  Cela permet de normer la confrontation et les rapports entre l’accueillant et l’accueilli. Cette hospitalité antique implique un rite stéréotypé construit comme un rituel de passage d'entrée dans la communauté. Il impliquait une réciprocité et parfois un pacte d’accueil mutuel.
Pour H. Le Bras, l'évolution d'une hospitalité privée vers une hospitalité publique  participe à un  « dispositif de contrôle cohérent » marquant une différence entre un accueil ponctuel ou plus long. Ainsi, on différencie généralement un accueil personnel et le système de normes, qui permet de réguler l'entrée dans la communauté mais qui entre parfois en contradiction avec la première forme. Pourtant, dans le monde antique, la distinction entre la sphère privée et la sphère publique est plus floue, et l'hospitalité privée peut déjà se concevoir comme « un dispositif de contrôle, de filtre, d’identification des étrangers amenés à pénétrer dans la communauté ».

#### Critique
L'idée antique d'hospitalité est souvent utilisée à tort dans les discours politiques pour justifier un point de vue actuel, celui-ci pouvant être celui de l’accueil des migrants ou, à l'inverse, de leur exclusion. L'idée d'un « accueil universaliste souvent associé à l'Antiquité » serait à déconstruire.

## Conceptions philosophiques de l'hospitalité
Aujourd'hui, la définition la plus commune de l'hospitalité est « l’action de recevoir chez soi l’étranger qui se présente » (selon le Trésor de la langue française informatisé). Le geste d’hospitalité n’est donc ni aisé ni spontané, et requiert un effort car il recèle un danger et une menace. L’arrivée des étrangers provoque un télescopage de cultures différentes mais aussi une ouverture sur le monde.

### Les étrangers absolus
Un large pan de la littérature sociologique et philosophique sur l’hospitalité s’est focalisé sur les étrangers absolus (Jacques Derrida) : les exilés, les déportés, les expulsés, les déracinés, les apatrides, les nomades anomiques. Il s’agissait souvent, du moins pour les chercheurs engagés, d’apporter une pierre aux débats suscités, en France, par les diverses lois visant au contrôle de l’immigration ou les opérations de régularisation d’étrangers en situation irrégulière. Néanmoins, l’hospitalité n’est pas l’intégration. Une certaine distance doit être maintenue avec l’étranger pour préserver l’altérité.
Alors que l'allemand distingue depuis longtemps Gastgeber et Gast, en français, le mot hôte est ambigu. Il désigne aussi bien l’accueillant que l’accueilli. Mais la relation hôte-hôte demeure asymétrique car l’hospitalité implique une dépendance de l’accueilli envers des règles extérieures, comme le temps des repas. Et l’invité, bien sûr, n’est pas chez lui. D’où, une situation inconfortable et une gêne réciproque. Offrir l’hospitalité, c’est donner quelque chose de soi. L’hospitalité se situe donc au-delà du service.

### La valeur du partage du «chez soi»
Pour les philosophes, l’hospitalité peut se définir comme le partage du « chez soi », comme une valeur. Des sociologues y voient un fait social, un rite de passage, un moment de cohabitation. Montandon réconcilie les uns et les autres en affirmant : « L’hospitalité, une manière de vivre ensemble, régie par des règles, des rites et des lois ».  
Dans beaucoup de cultures, l'hôte se contente de marquer sa bienveillance par le mot "bienvenue" ! Welcome ! Mar'haban bik ! etc., mais l'accueil peut aussi donner lieu à un échange plus formel : par exemple, il est de tradition en Haïti, lorsqu'on est reçu chez quelqu'un d'exprimer sa satisfaction en disant "Honneur" !, à quoi le Maitre de Maison ne manque pas de répondre "Respect" !
Certains considèrent que l’hospitalité a connu un déclin progressif à mesure que l’État prenait en charge, par voie de redistribution, certaines prérogatives charitables. Mais la pratique de l’hospitalité privée existe toujours, dans le cadre d'une maison d'hôtes, du couchsurfing (canapégiature) ou de l'accueil familial de vacances. Et dans les destinations touristiques, au-delà du simple service, l’hospitalité vis-à-vis du touriste étranger implique non seulement les professionnels mais aussi les résidents. Même si les anglo-saxons désignent l'industrie hôtelière sous l'expression hospitality industry, les hôtels et restaurants pratiquent l'accueil, mais pas l'hospitalité sauf vis-à-vis des touristes étrangers. 

## Hospitalité et religions

### Dans le Judaïsme
Transmettant la célèbre hospitalité d'Abraham, le judaïsme affirme l'hospitalité comme un devoir des plus saints. Voici ce qui est dit dans le Talmud, traité Shabbat, folio 127, recto : « Rav Yehudah a dit au nom de Rav : "l'hospitalité (envers les humains) est plus importante que de recevoir la Présence (de Dieu), car il est écrit : (et Abraham) dit : ‘Monseigneur, je t'en prie, si j'ai trouvé grâce à tes yeux ne passe pas loin de ton serviteur. Qu'on prenne un peu d'eau pour vous laver les pieds. Reposez-vous sous cet arbre, etc.’ " ». Lors du repas de Pâque les Juifs ont coutume de proclamer dans certains pays ou encore d'afficher sur leur maison : "Quiconque a faim vienne et mange".  

### Le christianisme

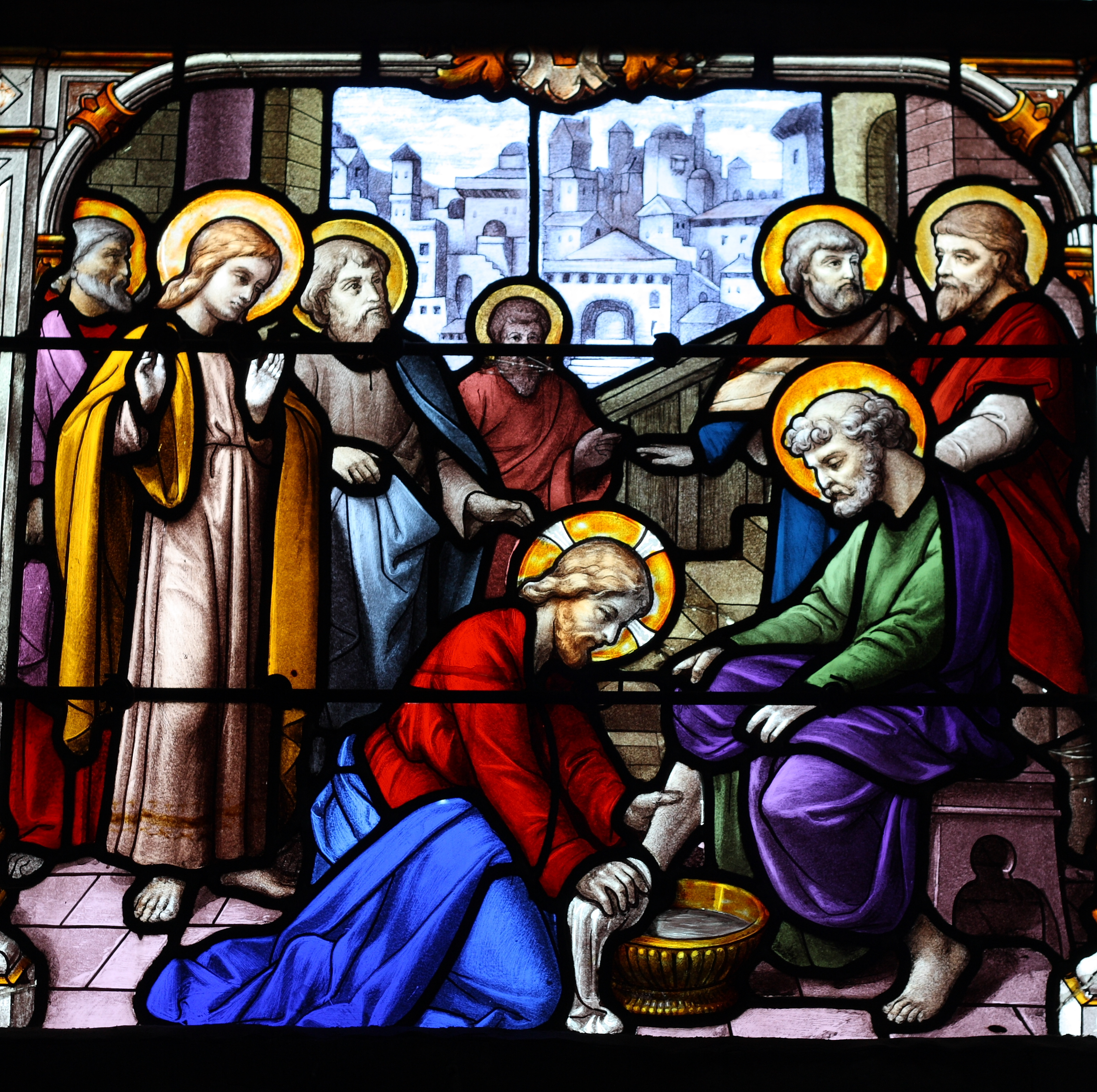
Jésus lave les pieds de Pierre, vitrail de l'église Saint-Aignan, Chartres.

Dans le christianisme, l'hospitalité est une vertu qui est un rappel à l'exigence de sympathie envers les étrangers et une règle de bon accueil des visiteurs (Romains 12,13 ; Hébreux 13,2; 1 Pierre 4,9 ; 1 Timothée 5,10). C'est une vertu que l'on retrouve dans l'Ancien Testament, avec par exemple la coutume du lavement des pieds des visiteurs ou le baiser de paix,. Elle a fait l'objet d'enseignement par Jésus-Christ dans l'Évangile. En effet, Jésus déclare que ceux qui accueillent un étranger font comme l'accueillir lui-même (Matthieu 25,35 et 43). Instaurant le code de l’Alliance envers les immigrés (Exode 21 à 23) et relatant bon nombre de mouvements et de déplacements (Abraham, Joseph, l'Exil à Babylone, la Fuite en Égypte...), la Bible rend très présente les figures du migrant et de l'étranger. Dans son ensemble, elle invite à l'entraide et aux œuvres charitables. D'après J. Olaf Kleist, politologue, et Irial Glynn, historien des migrations, certains pays occidentaux s'en sont inspirés pour développer une culture d'accueil pour les immigrés.

### L'islam

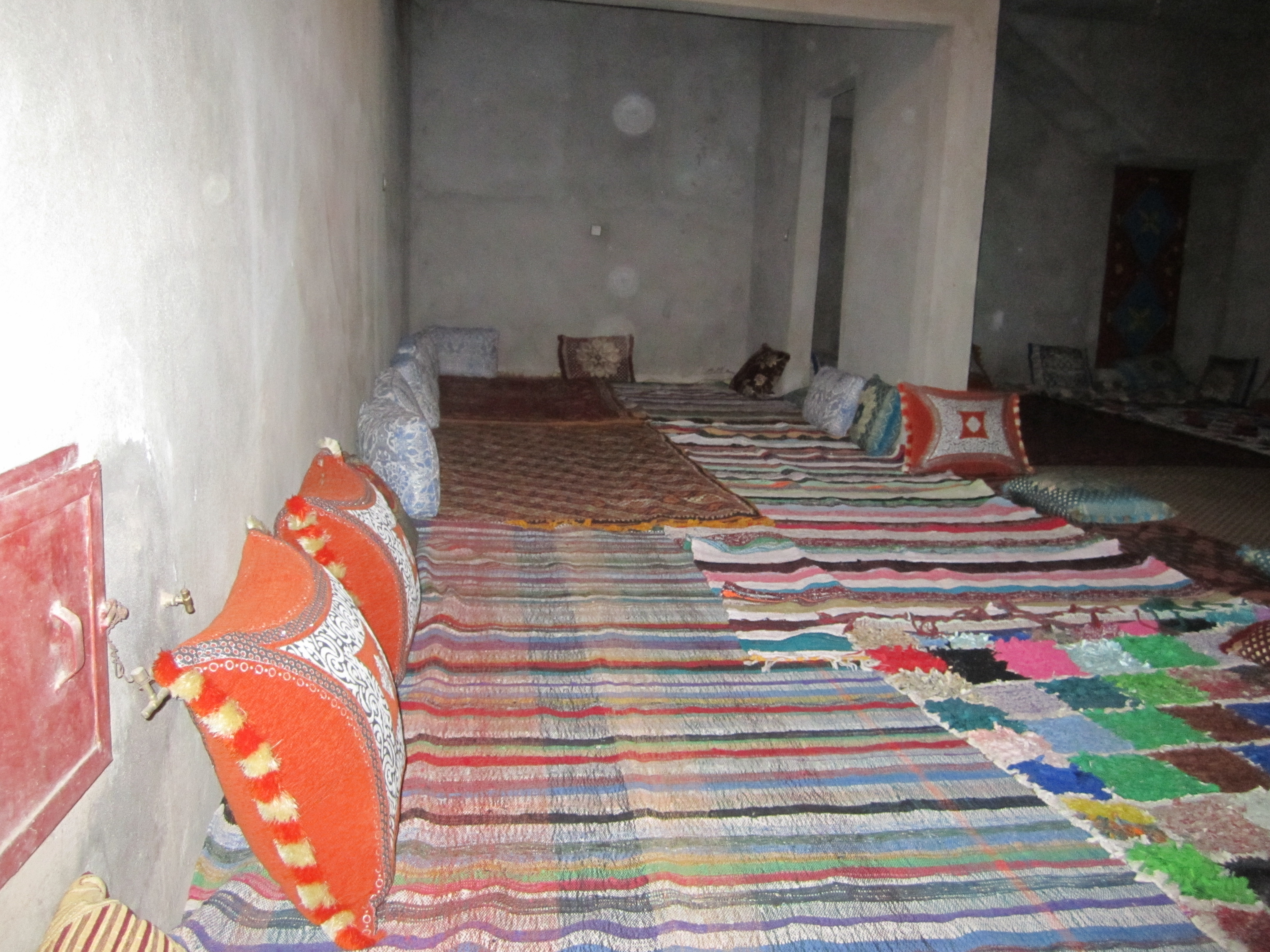
Tapis et coussins au service de l'hospitalité dans un village au Maroc.

L'hospitalité figure également parmi les vertus de l'islam, les préceptes du Coran prônant l'accueil et la protection des gens du Livre : dans son sens originel, la dhimma était un « contrat » par lequel la société musulmane pratiquait l'accueil et la tolérance envers les monothéistes non musulmans, et leur accordait le droit de pratiquer leur religion. Partant de ces principes, l'hospitalité envers l'étranger, compris comme un croyant non musulman, mais aussi par extension l'ensemble des êtres humains, est devenue l'une des vertus les plus prisées des sociétés musulmanes.

### L'hindouisme
Dans la tradition hindoue, l'hospitalité est un devoir universel ; dans l'Atharva-Véda (9.6.), on exalte l'hospitalité qui a une valeur rituelle, sainte : nourrir à profusion l'hôte, quel qu'il soit et d'où qu'il vienne, et lui offrir un lieu pour son repos et son bain, est considéré par les brahmanes comme un sacrifice védique réalisé par le maître de maison. L'hôte qui se présente est en effet le Brahman (« Âme universelle », Dieu) lui-même rendu visible aux yeux du maître de maison, d'où la valeur sacrée de l'hospitalité dans l'hindouisme.
Dans la Taittiriya Upanishad (Brighu valli, section 10), il est écrit : « Le connaisseur de Brahman fait vœu de ne jamais refuser l'hospitalité à quiconque. »
Selon l'hindouisme, l'hospitalité peut prendre deux formes principales considérées comme des Yajña ou sacrifices védiques (quotidiens) :
1. Bhuta-Yajña (« sacrifice aux êtres ») : nourrir une créature (une vache, un chien, un oiseau, etc.) avec un cœur compatissant.
2. Manushya-Yajña (« sacrifice à l'humain ») : nourrir un étranger ou un invité dans la mesure du possible, ou faire un acte charitable, de bonté, pour quelqu'un.

Cette attitude se comprend ainsi selon la logique hindoue : L' Ahirbudhnya-samhitâ, un texte pâncarâtra ayant une grande autorité, déclare que, puisque toutes les créatures forment le corps du Seigneur omniprésent, il apparaît évident que toutes les actions doivent être effectuées avec des pensées de bien-être pour tous les autres êtres.

## Sources